# Смерть на Ниле (роман)
«Смерть на Ниле» (англ. Death on the Nile) — один из самых известных и значительных романов Агаты Кристи, ключевое произведение её «восточного цикла» с участием Эркюля Пуаро и полковника Рейса. Впервые опубликован в Великобритании 1 ноября 1937 года. В СССР сокращённый перевод был опубликован под названием «Убийство на пароходе „Карнак“». 
В 1933 году Кристи путешествовала по Египту, в том числе на пароходе по Нилу. После этого она написала рассказ «Смерть на Ниле». В 1937 году, также под впечатлением от поездки по Египту, она создала роман  «Смерть на Ниле», имеющий мало общего с одноимённым рассказом. В 1945 году на основе этого романа автор создала пьесу «Убийство на Ниле» (Murder on the Nile; первоначально «Луна на Ниле», «Потерянный горизонт»), которая стала первой из четырёх её адаптаций книг об Эркюле Пуаро. Однако она исключила своего самого знаменитого сыщика из пьесы, посчитав его манерный, вычурный образ не подходящим для сцены.

## Сюжет

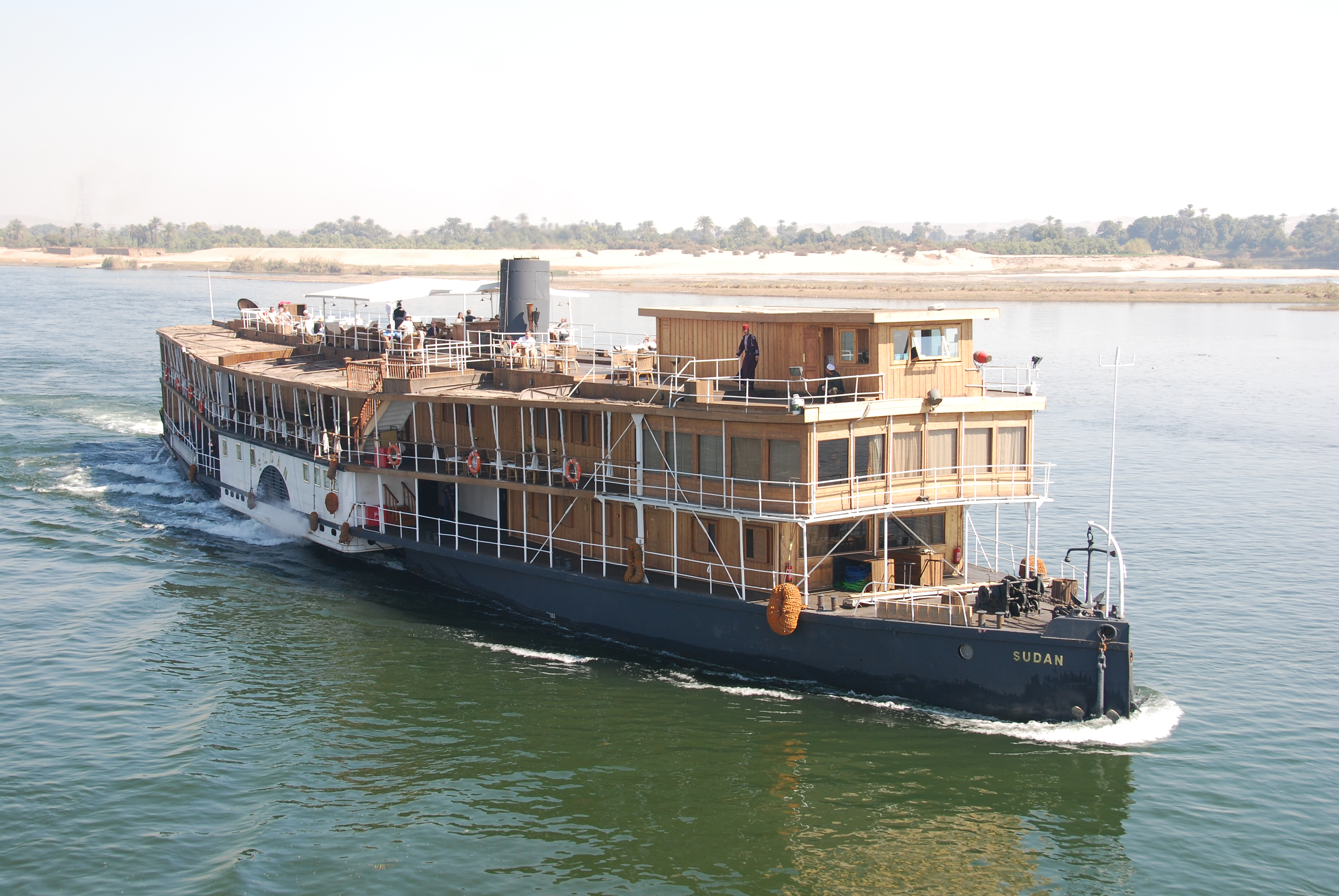
Пароход «Судан» — вероятный прототип парохода «Карнак», он же был местом съёмок двух экранизаций романа

Место действия охватывает Лондон, Нью-Йорк, а также Верхний Египет и Нубию, где и разворачиваются основные события.
Эркюль Пуаро проводит отпуск в Египте, когда к нему обращается за помощью Линнет Риджуэй-Дойл — молодая миллионерша и светская львица. Она просит детектива уладить дело с её давней подругой Жаклин де Бельфор (Джеки), которая преследует Линнет и её мужа Саймона Дойла, — Джеки была невестой Саймона, но он оставил её, чтобы жениться на Линнет. Пуаро отказывается помогать Линнет, но всё же говорит с Джеки, хотя и безрезультатно, поскольку та сильно обижена.
Саймон с Линнет тайно садятся на пароход «Карнак», чтобы совершить семидневное путешествие по Нилу и скрыться от Джеки. Вскоре они обнаруживают её среди других пассажиров судна, в числе которых также находятся Эндрю Пеннингтон — опекун Линнет, Луиза Бурже — её горничная, романистка Саломея Оттерборн с дочерью Розали, миссис Аллертон с сыном Тимоти, богатая американка мисс Ван Шуйлер с племянницей Корнелией Робсон и медсестрой мисс Бауэрс, молодой коммунист Фергюссон, археолог Гвидо Рикетти, врач-австриец Бесснер и адвокат Джим Фенторп.
Во время экскурсии к храму Абу-Симбел Линнет едва удаётся спастись от сорвавшегося со скалы огромного камня. Вернувшись на пароход, Пуаро узнает, что к пассажирам присоединился его давний друг полковник Рейс из британской разведки.
Той же ночью в салоне парохода после того, как Линетт и почти все путешественники ушли спать, с Джеки случается пьяная истерика, она стреляет в Саймона из револьвера и ранит его в ногу. Присутствующие отводят Джеки в её каюту, после чего возвращаются и оказывают помощь серьёзно раненому Саймону. Позже обнаруживается, что револьвер, выроненный Джеки, исчез. Утром горничная Линнет находит свою хозяйку мертвой, — ей выстрелили в висок, когда она спала. Выясняется также, что из каюты убитой исчезло дорогое жемчужное ожерелье, а пассажиры «Карнака» ночью ничего необычного не слышали. Пуаро обращает внимание на две бутылочки лака для ногтей в каюте покойной. Матросы вылавливают из реки револьвер Джеки, завёрнутый в шарф мисс Ван Шуйлер. Опрашивая Луизу в присутствии Саймона, Пуаро замечает что-то странное в её словах. Вскоре после этого горничную находят зарезанной в её каюте.
Миссис Оттерборн приходит к Пуаро и Рейсу с намерением сообщить имя убийцы, но не успевает сделать это, — кто-то стреляет в неё через окно. Пуаро обвиняет Пеннингтона в покушении на Линнет, — это он во время экскурсии столкнул камень со скалы, опасаясь разоблачения в связи с махинациями с её наследством. Но не он застрелил Линнет, хотя именно из его револьвера убита миссис Оттерборн. Рикетти оказывается международным террористом, за которым охотится Рейс. Пропавшее ожерелье было украдено мисс Ван Шуйлер, которая страдает клептоманией, а мисс Бауэрс нашла его в вещах хозяйки и отдала Пуаро. Но это ожерелье оказывается подделкой. Настоящее же сыщик обнаруживает у Тима Аллертона. Как выясняется, незадолго до отпуска к Пуаро обращались его коллеги из Скотланд Ярда, расследующие ряд похищений дорогих драгоценностей у представителей высшего света. Сопоставив ряд факторов, Пуаро отмечает, что драгоценности у их хозяек в то или иное время брала поносить некая Джоанна Саутвуд, светская дама, родственница Тима. А вот сами похищения случались, как нарочно, тогда, когда поблизости был Тим. Пуаро припирает к стенке молодого человека и Тим сознается, что они с Джоанной развлечения и заработка ради разработали схему копирования и подмены драгоценностей их богатых знакомых. Несмотря на признание, Пуаро, сумевший вернуть похищенный жемчуг Линет, решает отпустить Тима, тем более, что он влюбился в дочь убитой Саломеи Оттерборн, Розали, и эта порядочная девушка не даст ему в дальнейшем свернуть с пути. 
Также устраивается судьба Корнелии, бедной родственницы мисс Ван Шуйлер: на её руку и сердце выявляются целых два претендента - социалист Фергюсон и доктор Бесснер. Когда выясняется, что Фергюсон на самом деле не Фергюсон, а молодой и богатый британский лорд, мисс Ван Шуйлер пытается уговорить Корнелию принять его предложение. Но девушка, решив, что молодой человек слишком пышет злобой на весь мир, выбирает доктора, пусть и не молодого, но преданного гуманистическим идеалам человека, чьей помощницей в жизни и в профессии хочет стать. 
В финале Пуаро объявляет результаты своего расследования. Убийство могли совершить практически все присутствовавшие на пароходе, во всяком случае практически все имели для этого и возможность, и мотив: для сокрытия похищения жемчуга, либо из страха перед судебным разбирательством, из мести за разорение своей семьи отцом Линетт, или по иной причине. Единственные люди, которые были вне подозрений - это Саймон и Джекки. У первого была прострелена нога, и он не мог шевельнуться, а вторая, впав в истерику, все время находилась под наблюдением. И тем не менее именно Саймон убил свою жену, а весь план, целью которого было завладеть состоянием Линнет, разработала Джеки
По сговору между молодыми людьми, Саймон должен был жениться на Линетт, а Жаклин разыгрывать маниакальное преследование предателя и разлучницы, чтобы в нужный момент они оказались в одном месте. В ночь запланированного убийства Джеки, симулируя истерику, должна была выстрелить в Саймона и промахнуться (при этом отец научил её отлично стрелять), а Саймон, имитируя кровотечение, должен облить ногу красными чернилами из бутылочки с лаком для ногтей. Оказавшемуся на пароходе сыщику Пуаро заранее подсыпали снотворное в вино, чтобы он спал и не помешал плану, который был разыгран идеально. В итоге, когда присутствующие отводили рыдающую Джеки в её каюту, будто бы раненый Саймон поднял с пола револьвер, пошел в каюту Линнет и застрелил её. После чего вернулся в салон и выстрелил себе в ногу, завернув револьвер в шарф мисс Ван Шуйлер, чтобы заглушить звук выстрела. 
Таким образом, убийство, представленное как спонтанное, было тщательно продуманным. Настолько, что самому Пуаро, чтобы он не дай бог не проснулся, заранее подмешали снотворное в вино. Однако именно крепкий сон в ночь убийства и навел Пуаро на мысль, что убийство было приготовлено заранее, а затем по рядку разрозненных вещей он восстановил всю картину. Кроме того, в плане любовников произошел сбой. Горничная Луиза увидела как Саймон входил в каюту Линнет и стала его шантажировать, поэтому с ней пришлось расправиться. А миссис Оттерборн видела как Джеки выходила в каюту Луизы, что привело к ещё одному преступлению... 
Несмотря на то, что Пуаро раскрыл преступление, у него нет доказательств. Однако он решил, что надо надавить на более слабое звено, то есть на Саймона, чтобы он сознался (в железной воле Джеки он не сомневается). В итоге Пуаро удается получить признание Дойла. После он имеет беседу с Джеки. Он признается, что ему жаль её, Джеки же объясняет, как в результате вероломного поведения Линетт у неё не осталось иного выхода, кроме как спланировать убийство: настойчивые ухаживания Линетт раздражали Саймона, но её богатство не оставляло его равнодушным, он не хотел оставлять Джеки, но стал заговаривать о том, что можно жениться на Линетт и получить деньги, оставшись вдовцом. Когда недружеское поведение Линетт, отбивавшей у Джекки жениха, перешло все границы, девушка решила, что свободна от всех моральных обязательств и, зная, что Саймон, если оставить его без руководства, просто попытается глупо отравить Линетт, решила взять дело в свои руки.
...Когда «Карнак» возвращается в Шелляль (близ Асуана) и пассажиры сходят на берег, Джеки, воспользовавшись случаем, внезапно вынимает револьвер (оказывается, у неё их было два) и убивает сначала Саймона, а потом себя, тем самым спасая обоих от виселицы.

## Действующие лица
- Эркюль Пуаро — бельгийский сыщик
- Полковник Рейс — друг Пуаро, сотрудник МИ-6 (британской разведки)
- Линнет Риджуэй-Дойл — молодая красавица, наследница миллионов, жертва убийства ‡
- Жаклин (Джеки) де Бельфор — молодая девушка со скромными средствами, одноклассница Линнет ‡
- Саймон Дойл — молодой человек, любивший Жаклин, но позже женившийся на Линнет ‡
- Джоанна Саутвуд — подруга Линнет, незамужняя дама, любящая преуспевающих и богатых друзей
- сэр Чарльз Уиндлшем — английский обедневший аристократ, сделавший предложение Линнет и получивший отказ
- Саломея Оттерборн — автор любовных романов ‡
- Розали Оттерборн — дочь Саломеи Оттерборн
- Миссис Аллертон и её сын, Тимоти (Тим) — дальние родственники мисс Саутвуд
- Эндрю Пеннингтон — американский адвокат-попечитель Линнет, который якобы случайно столкнулся с ней в Египте
- Луиза Бурже — французская горничная Линнет ‡
- Мэри — предшественница Луизы, уволилась от Линнет после того, как хозяйка запретила ей уехать в Египет к женатому мужчине
- Флитвуд — несостоявшийся жених Мэри, работает в Египте матросом парохода «Карнак», женился на египтянке туземным обрядом, имеющим в Великобритании юридическую силу
- Мария Ван Шуйлер — богатая американская старуха с невыносимым характером, страдает клептоманией
- Корнелия Робсон — племянница и компаньонка Марии Ван Шуйлер
- Мисс Бауэрс — медсестра мисс Ван Шуйлер
- Джеймс (Джим) Фергюсон — молодой путешественник, ярый коммунист (на самом деле наследник знатной и богатой английской семьи)
- Гвидо Рикетти — итальянский археолог, оказавшийся международным террористом
- Джим Фенторп — молодой адвокат, как выясняется, племянник английского адвоката Линнет, направленный своим дядей для слежки за Эндрю Пеннингтоном, которого подозревал в нечистоплотности
- Карл Бесснер — доктор медицины, владеет клиникой в Австрии

## Экранизации
- 1978 — «Смерть на Ниле», британский кинофильм режиссёра Джона Гиллермина. В роли Пуаро — Питер Устинов. В фильме заняты такие звёзды как Миа Фэрроу, Мэгги Смит, Дэвид Нивен, Бетт Дейвис, Анджела Лэнсбери, Джейн Биркин и Оливия Хасси.[6]
- 2004 — «Смерть на Ниле», полнометражный телефильм, третий эпизод девятого сезона британского сериала «Пуаро Агаты Кристи» с Дэвидом Суше в главной роли. В фильме также заняты Эмили Блант, Джеймс Фокс, Эмма Гриффитс Малин, Джуди Парфитт и др.[7]
- 2022 — «Смерть на Ниле» — американский кинофильм. Режиссёр и исполнитель роли Пуаро — Кеннет Брана. В фильме также заняты Галь Гадот, Аннетт Бенинг, Арми Хаммер, Эмма Маки и др. Сиквел фильма «Убийство в „Восточном экспрессе“» (2017)[8].